# Zebra lui Grévy
Zebra lui Grévy, numită și zebra imperială, este cea mai mare ecvidă în viață și cea mai amenințată zebră. Este denumită după Jules Grévy și este găsită în părți din Etiopia și Kenya. Are urechi mai mari decât celelalte și dungi mai late decât celelalte zebre.

## Habitat, hrană și răspândire
Zebra lui Grévy trăiește în savane, unde se hrănește cu iarbă, leguminoase și frunzele unor copaci, precum acacia. 
Este clasificată ca fiind în pericol de dispariție, existând aproximativ 2250 de exemplare, din cauza unor epidemii de antrax.